# Leioproctus moerens
Leioproctus moerens är en biart som först beskrevs av Joseph Vachal 1909.  Leioproctus moerens ingår i släktet Leioproctus och familjen korttungebin. Inga underarter finns listade i Catalogue of Life.